# 레바논 파운드

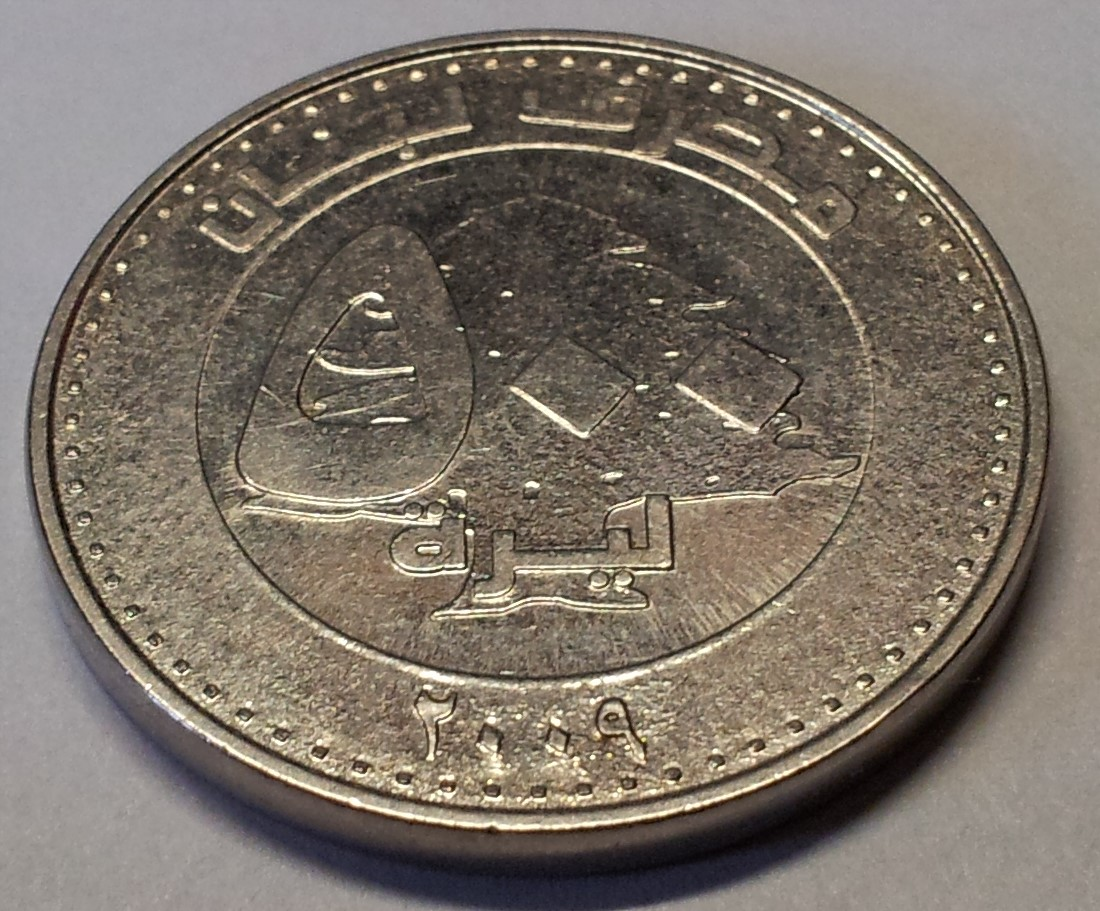

레바논 파운드(아랍어: ليرة لبنانية, 프랑스어: livres libanaise)는 레바논의 통화로 1 파운드는 100 피아스터(piastre)에 해당된다. 50, 100, 250, 500 파운드 동전과 1,000, 5,000, 10,000, 20,000, 50,000, 100,000 파운드 지폐가 통용된다. 2024년 5월 기준 1 레바논 파운드는 0.016 대한민국 원이다. 2019년 경제 위기 이후 화폐 가치가 폭락하여 동전은 더 이상 사용하지 않는다.

## 같이 보기
- 레바논의 경제